# Filii Lamberti
Filii Lamberti is een Vlaamse studentenvereniging die zich richt op de studenten van de bacheloropleidingen Wiskunde, Fysica en Informatica aan de Universiteit Hasselt.

## Geschiedenis
Filii Lamberti werd opgericht op 9 oktober 1978 als studentenvereniging aan het Limburgs Universitair Centrum, nu Universiteit Hasselt.
De naam is een rechtstreekse verwijzing naar Paul Lambert. Filii Lamberti staat immers voor ‘zonen van Lambert’. Prof. Dr. Lambert was op het moment van de oprichting de meest beruchte professor. Aan de andere kant staat echter de opmerking dat Lambert geen liefhebber was van het studenten- en verenigingsleven en enkele minder geliefde vakken doceerde op het departement Wiskunde. Aannemelijker is dan dat de naam gekozen werd om de spot te drijven met dhr. Lambert.
De clubkleuren van Filii Lamberti zijn azuur- of koningsblauw en goudgeel, waarvan blauw de hoofdkleur is.